# Route impériale 56
De Route impériale 56 of De Bruxelles à Nieuport par Gand et Bruges (Van Brussel naar Nieuwpoort via Gent en Brugge) was een Route impériale in België. De route is opgesteld per keizerlijk decreet in 1811 en lag toen geheel binnen het Franse Keizerrijk. Na de val van Napoleon Bonaparte kwam de route buiten Frankrijk te liggen en verviel het nummer. 

## Route
De route liep vanaf Brussel via Aalst, Gent en Brugge naar Nieuwpoort. Tegenwoordig lopen over dit traject de N9 en N367.